# Nenu
Koordinaten: 58° 32′ N, 23° 7′ O
Nenu (deutsch Nenno) ist ein Dorf (estnisch küla) auf der größten estnischen Insel Saaremaa. Es gehört zur Landgemeinde Saaremaa (bis 2017: Landgemeinde Pöide) im Kreis Saare.

## Einwohnerschaft und Lage
Das Dorf hat vierzehn Einwohner (Stand 31. Dezember 2011). Es liegt 48 Kilometer nordöstlich der Inselhauptstadt Kuressaare.
Der Ort liegt an der gleichnamigen Ostsee-Bucht (Nenu laht), direkt an der Meerenge zwischen den Inseln Saaremaa und Muhu.